# Salah Nasr al-Nagumi

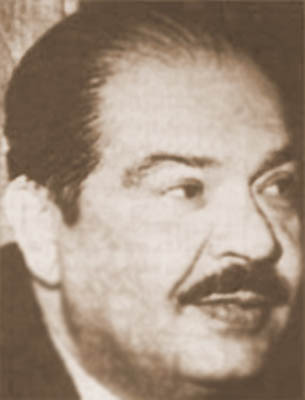
Salah Nasr al-Nagumi

Salah Nasr al-Nagumi (in arabo  صلاح نصر‎?; Mit Ghamr, 8 ottobre 1920 – 5 marzo 1982) è stato un politico e militare egiziano.

## Biografia
Prese parte alla guerra arabo-israeliana del 1948 e, in quell'occasione, divenne amico di ʿAbd al-Ḥakīm ʿĀmir con il quale poi, nel 1952, partecipò al golpe dei Liberi Ufficiali che abbatté la monarchia. Nel 1956 fu nominato da Nasser vice direttore del dipartimento d'intelligence.
Fu posto poi a capo del Mukhabaràt nel decennio 1957-1967. Dopo la Guerra dei sei giorni combattuta contro Israele nel 1967, fu tra i vertici militari guidati da Amir, che furono epurati da Nasser. Poco dopo lo colpì una grave malattia.